# 刚果民主共和国—挪威关系
目前刚果民主共和国通过设在伦敦的非常驻大使馆兼辖其在挪威的外交事务。目前在挪威居住的刚果民主共和国公民有1,930人，而挪威外交部则建议人们避免前往刚果民主共和国的北部和东部地区旅行。

## 历史
刚果于1960年6月30日脱离比利时独立。自1963年起，挪威就开始向刚果提供人道援助。
1963年，刚果向包括挪威在内的仅六个国家请求军事援助，希望得到协助以建立海军。挪威婉拒了这一请求，理由是缺乏刚果所需的培训专业人才。
2003年，挪威向刚果提供了4,000万挪威克朗的援助。当时挪威国务秘书维达尔·赫尔格森表示：“尽管和平进程出现了一些令人鼓舞的迹象，过渡政府也已在首都金沙萨成立，但该国东部地区的人道局势依然十分严峻。”2004年，挪威免除了刚果此前所欠的全部债务。2007年，挪威五大人道主义组织的秘书长前往刚果，实地评估危机状况。2008年，挪威又追加了1,500万挪威克朗的援助资金。

## 乔舒亚·弗伦克和乔斯托夫·莫兰事件
2009年，挪威公民乔舒亚·弗伦克和乔斯托尔夫·莫兰被捕，并被指控谋杀其雇佣的司机、企图谋杀一名目击者、从事间谍活动、持械抢劫以及非法持有武器。他们被判有罪并被判处死刑，并与挪威政府一道被判支付6,000万美元的罚款。
挪威外交大臣约纳斯·加尔·斯特勒表示：“我对两名挪威人被判处死刑表示强烈抗议……挪威原则上反对死刑，我将与刚果民主共和国外交部长联系，表达我们的立场。”据彭博社报道：“斯特勒称，挪威也对间谍罪名以及将挪威国家纳入罚款对象提出异议。他说：‘挪威并不是这起案件的当事方。’”

一封日期为2012年3月的信函“由首相斯托尔滕贝格送达金沙萨，致刚果总统卡比拉”，截至2013年8月该信件仍未获得回复。